# Yūshi Hasegawa
Yūshi Hasegawa (jap. 長谷川 雄志, Hasegawa Yūshi; * 6. Dezember 1996 in Kagoshima) ist ein japanischer Fußballspieler. 

## Karriere
Yūshi Hasegawa erlernte das Fußballspielen in den Schulmannschaften der Kagoshima Ikuei Middle School und der Kagoshima Josei High School sowie in der Universitätsmannschaft der Miyazaki Sangyo-keiei University. Seinen ersten Vertrag unterschrieb er 2019 bei Ōita Trinita. Der Verein aus Ōita spielte in der höchsten Liga des Landes, der J1 League. Am Saisonende 2021 belegte er mit Ōita den achtzehnten Tabellenplatz und musste in zweite Liga absteigen. Für Ōita stand er 61-mal in der ersten Liga auf dem Spielfeld. Nach dem Abstieg verließ er den Verein und schloss sich dem ebenfalls in die zweite Liga abgestiegenen Tokushima Vortis aus Tokushima an. Nach 31 Ligaspielen wurde er die Saison 2024 an den Drittligisten SC Sagamihara verliehen. Für den Verein aus Sagamihara bestritt er 21 Drittligaspiele. Nach Vertragsende bei Vortis wechselte er im Januar 2025 zum Drittligisten AC Nagano Parceiro.